# ПАК біля мису Опук та островів «Скелі-Кораблі»
Прибережний аквальний комплекс біля мису Опук і островів Скелі-Кораблі (крим. Opuk burnu ve Yelken Qaya adaları yanındaki yalı akval kompleksi, Опук бурну ве Елькен Къая адалары янындаки ялы акваль комплекси) — гідрологічна пам'ятка природи, розташована на території Ленінського району (АР Крим).

## Історія
Статус пам'ятки природи надано Рішенням виконавчого комітету Кримської обласної Ради народних депутатів від 22.02.1972 № 97.

## Опис
Статус пам'ятки природи надано з метою збереження, відновлення та раціонального використання типових і унікальних природних комплексів. На території пам'ятки природи забороняється або обмежується будь-яка діяльність, якщо вона суперечить цілям її створення або заподіює шкоду природним комплексам і їхнім компонентам.
Пам'ятка природи займає прибережну смугу акваторії Чорного моря, що примикає до мису Опук і островів Скелі-кораблі — на південь від села Борисівка .
Пам'ятка природи частково (60 га) входить до складу водно-болотного угіддя міжнародного значення «Аквально-прибережний комплекс мису Опук» (з 2004 року) і до складу Опуцького заповідника (з 1998 року).

## Природа
Об'єкт охорони — прибережний аквальний комплекс (ділянка акваторії).
Берег мису Опук абразивний. Акваторія біля мису з надводними і підводними каменями. Скелі-кораблі — меотичні вапнякові рифи, висотою 10-20 м.
На узбережжі зосереджені галофітні біоценози, в акваторії — морські макрофіти. Аквально-прибережний комплекс має велике значення для водоплаваючих птахів, як місцея для гніздування та міграції. Аквальний комплекс — важливе місце нересту, нагулу і зимівлі місцевих видів риб. В акваторії мешкають, наприклад, азовка (Phocoena phocoena relicta), афаліна (Tursiops truncatus), тев'як (Halichoerus grypus), кам'яний краб (Eriphia verrucosa), мармуровий краб (Pachygrapsus marmoratus), волохатий краб (Pilumnus hirtellus). Зустрічаються червонокнижні види: довгорилий морський коник (Hippocampus guttulatus microstephanus), піскарка бура (Callionymus pusillus), морський півень жовтий (Chelidonichthys lucernus), лосось чорноморський (Salmo trutta labrax), білуга (Huso huso ponticus), руський осетер (Acipenser giildenstadt).

## Галерея

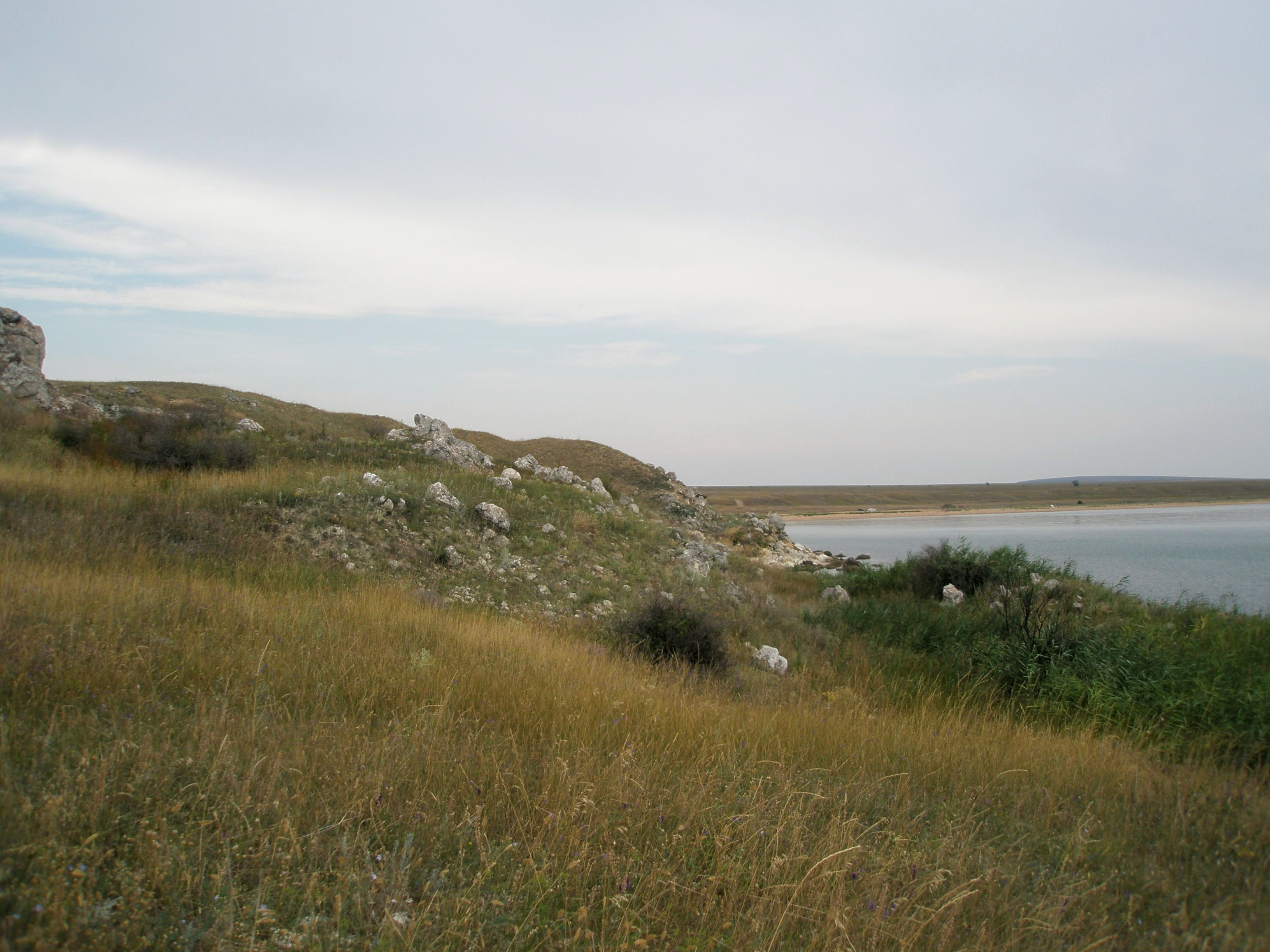
ПАК біля мису Опук та островів «Скелі-Кораблі».Опук
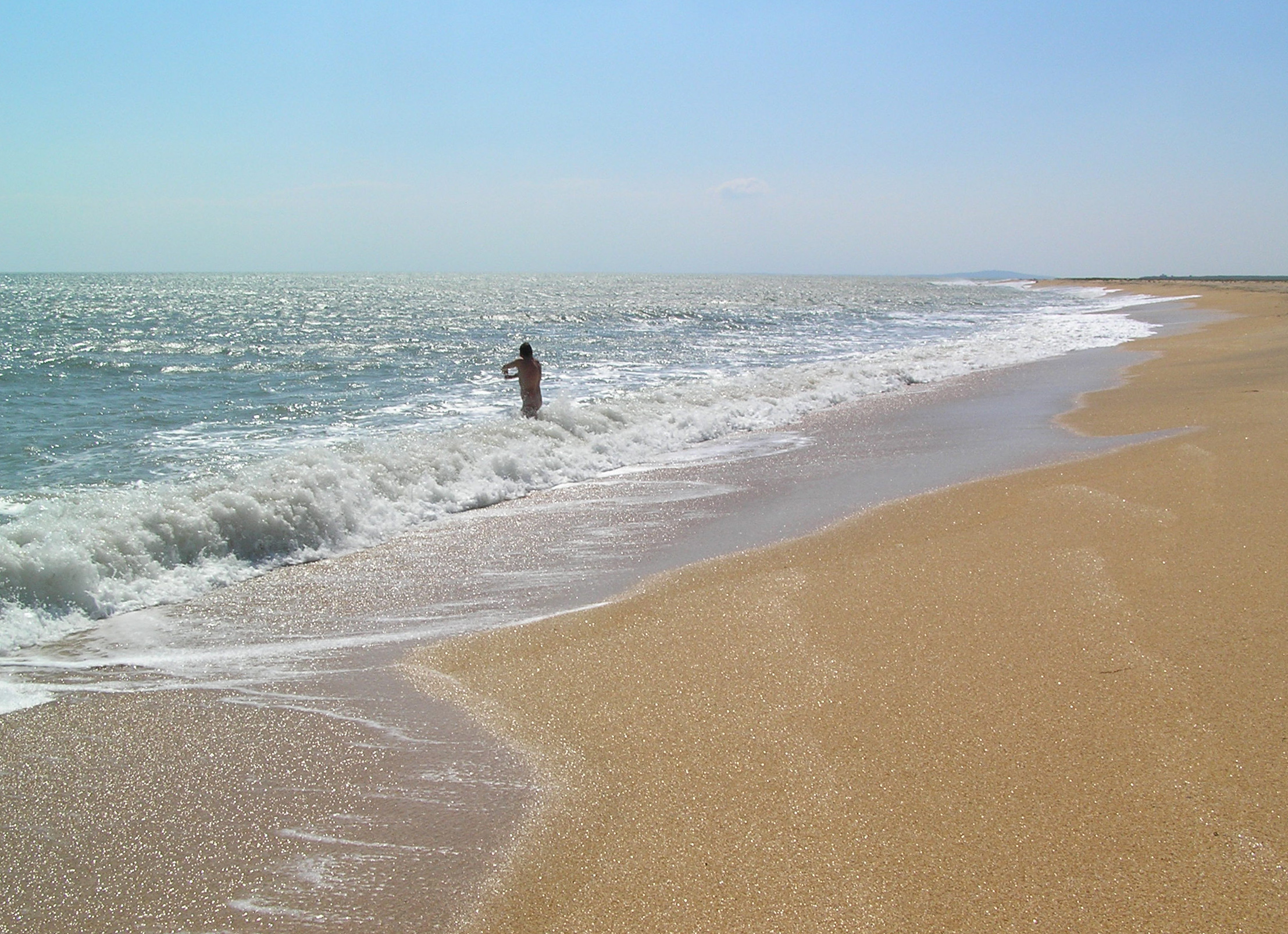
Пляж. Мис Опук
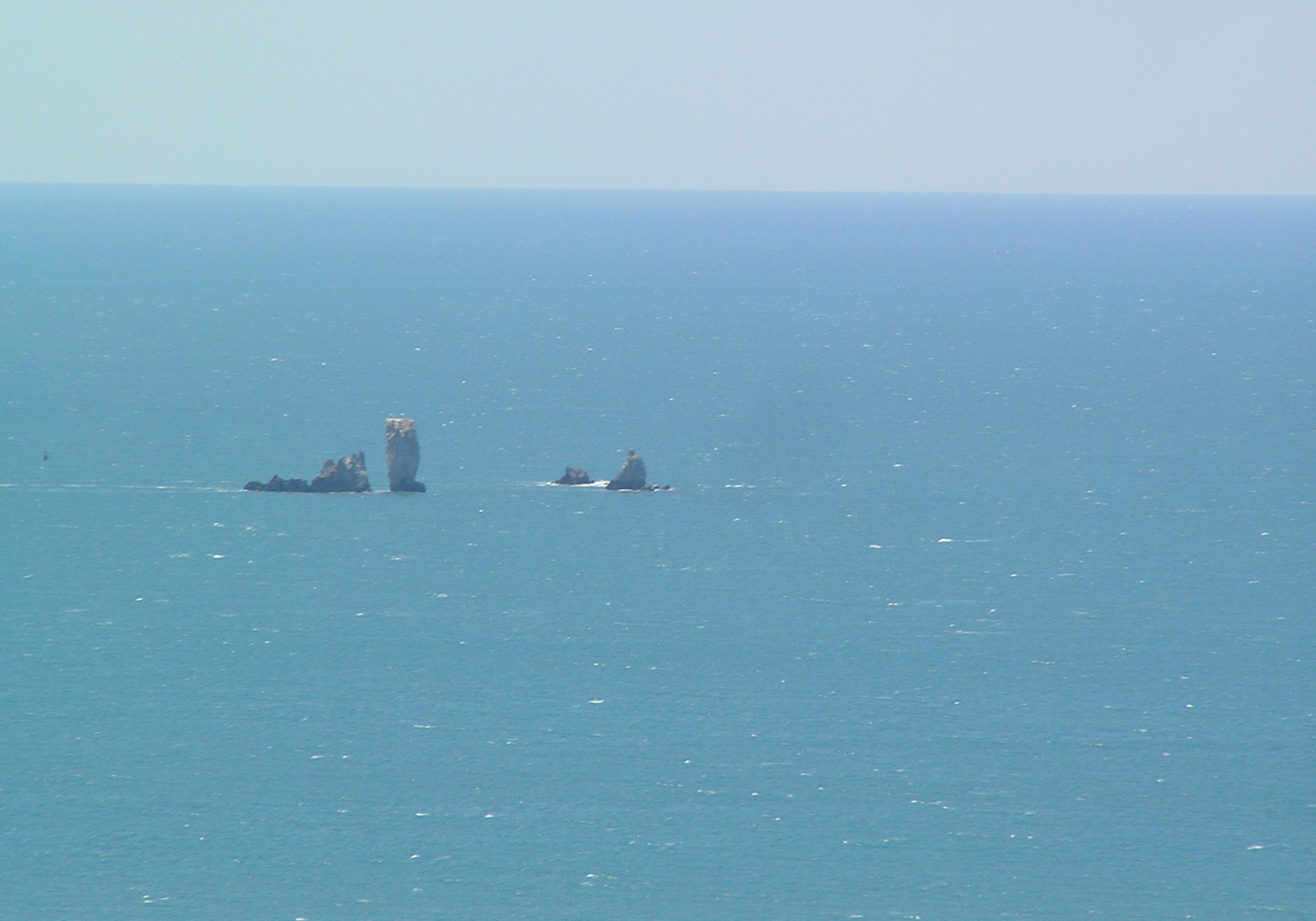
Скелі-Кораблі